# Jaana Viitasaari
Jaana Viitasaari, née en 1983 est une skieuse de vitesse finlandaise.

Elle devient Vice-championne du monde (S1) en 2001 à Breuil-Cervinia alors que son frère Jukka Viitasaari est sacré Champion du monde. Cette même année elle est aussi Vice-championne du monde Pro (S1) aux Arcs. En 2003, elle est sacrée Champion du monde à Salla, en même temps que son frère Jukaa.
En 2003, elle prend la 3e place de la Coupe du monde.

Son record personnel est de 229,740 km/h  (en 2002 aux Arcs). Ç'est toujours en 2021 le record féminin de Finlande.